# 水胸
水胸（すいきょう）とは漏出液が胸腔に貯留した状態。胸水症（hydrothorax）とも呼ばれる。水胸は鬱血性心不全や心タンポナーデなどによる静水圧の上昇、慢性腎疾患、腎糸球体疾患などによる血漿膠質浸透圧の低下、横隔膜ヘルニアや腫瘍によるリンパ管の閉鎖などを原因とする。低ナトリウム血症と低カリウム血症が単独あるいは同時に認められる。